# Košúty
Košúty (bis 1927 slowakisch „Zemanské Košúty“; ungarisch Nemeskosút – bis 1907 Kosút) ist eine Gemeinde im Westen der Slowakei mit 1940 Einwohnern (Stand 31. Dezember 2024), die zum Okres Galanta, einem Teil des Trnavský kraj gehört.

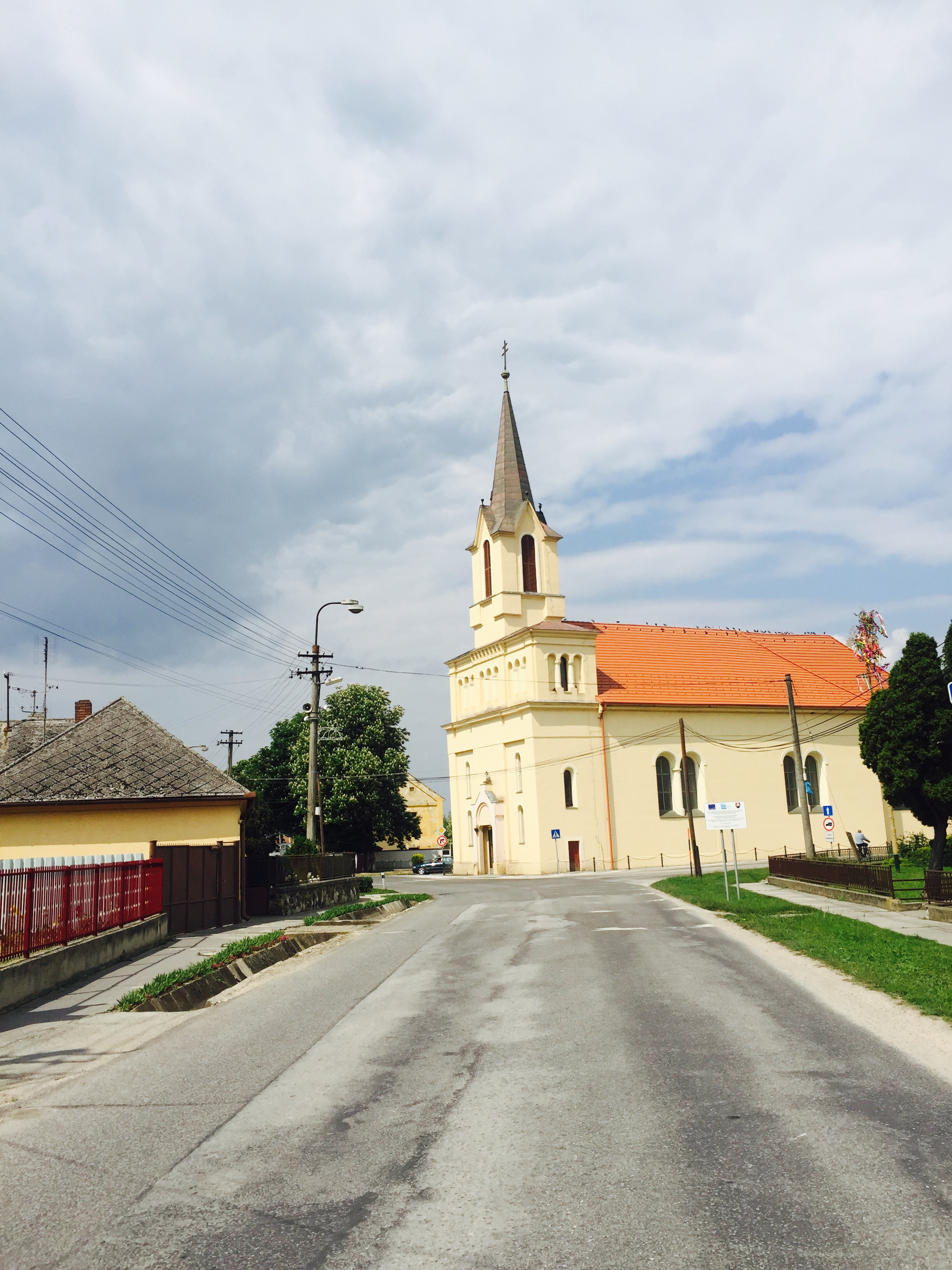
Kirche

## Geographie
Die Gemeinde befindet sich im slowakischen Donautiefland auf einer Aue des Dudváh. Das Gemeindegebiet ist eben und von Au- beziehungsweise Schwarzböden bedeckt. Das Ortszentrum liegt auf einer Höhe von 120 m n.m. und ist fünf Kilometer von Sládkovičovo sowie sechs Kilometer von Galanta entfernt.

## Geschichte
Der Ort wurde zum ersten Mal 1138 als Willa Qusout schriftlich erwähnt und gehörte den örtlichen Edelmännern. 1828 zählte man 71 Häuser und 513 Einwohner.
Bis 1918 gehörte der im Komitat Pressburg liegende Ort zum Königreich Ungarn und kam danach zur Tschechoslowakei beziehungsweise heute Slowakei. Auf Grund des Ersten Wiener Schiedsspruches lag er 1938–1945 noch einmal in Ungarn.

## Bevölkerung
| Jahr                | 1994 | 2004    | 2014     | 2024     |
| ------------------- | ---- | ------- | -------- | -------- |
| Anzahl der Personen | 1397 | 1476    | 1626     | 1940     |
| Unterschied         |      | +5,65 % | +10,16 % | +19,31 % |

| Jahr                | 2023 | 2024    |
| ------------------- | ---- | ------- |
| Anzahl der Personen | 1917 | 1940    |
| Unterschied         |      | +1,19 % |

Gemäß der Volkszählung 2011 wohnten in Košúty 1556 Einwohner, davon 739 Magyaren, 712 Slowaken, acht Tschechen und je ein Bulgare, Deutscher und Roma; acht Einwohner waren anderer Ethnie. 86 Einwohner machten keine Angabe. 1121 Einwohner gehörten zur römisch-katholischen Kirche, 47 Einwohner zur evangelischen Kirche A. B., 17 Einwohner zur evangelistischen Kirche, 15 Einwohner zur reformierten Kirche, acht Einwohner zur apostolischen Kirche, fünf Einwohner zur evangelisch-methodistischen Kirche, vier Einwohner zur griechisch-katholischen Kirche, drei Einwohner zu den Mormonen und jeweils ein Einwohner zur Bahai-Religion und zur jüdischen Gemeinde; elf Einwohner waren anderer Konfession. 178 Einwohner waren konfessionslos und bei 145 Einwohnern ist die Konfession nicht ermittelt.
Ergebnisse nach der Volkszählung 2001 (1447 Einwohner):
| Nach Ethnie: - 60,68 % Magyaren - 37,87 % Slowaken - 0,69 % Tschechen - 0,55 % Roma - 0,14 % Deutsche | Nach Konfession: - 86,18 % römisch-katholisch - 6,77 % konfessionslos - 4,22 % evangelisch - 1,04 % keine Angabe |

## Sehenswürdigkeiten
- römisch-katholische Florianskirche im neoromanischen Stil aus dem Jahr 1851
- Landschloss im neoklassizistischen Stil aus dem Jahr 1896, heute ein Altenheim
- drei Landsitze